# ميري ليندسي
ميري ليندسي (بالإنجليزية: Merry L. Lindsey)‏ هي عالمة أمريكية في فسيولوجيا القلب. وهي أستاذة ستوكس شاكلفورد ورئيسة قسم علم وظائف الأعضاء الخلوي والتكاملي في المركز الطبي بجامعة نبراسكا ومديرة مركز أبحاث القلب والأوعية الدموية. في عام 2021، عُيِّنَت ليندسي رئيسة تحرير المجلة الأمريكية لعلم وظائف الأعضاء. فسيولوجيا القلب والدورة الدموية.

## حياة مبكرة وتعليم
ولدت ليندسي ستيوارت بولاية فلوريدا عام 1970 ونشأت في جنوب فلوريدا، حيث التحقت بمدرسة ساوث فورك الثانوية. بعد المدرسة الثانوية، حصلت ليندسي على شهادتها الجامعية في علم الأحياء من جامعة بوسطن ودرجة الدكتوراه في علوم القلب والأوعية الدموية من كلية بايلور للطب.

## مهنة
عند الانتهاء من الدكتوراه، عملت ليندسي في جامعة كارولينا الجنوبية الطبية كأستاذ مساعد قبل الانضمام إلى هيئة التدريس في مركز العلوم الصحية بجامعة تكساس. في عام 2019، غادرت مركز ميسيسيبي لأبحاث القلب لقبول موعد كأستاذ في ستوكس شاكلفورد ورئيس قسم علم وظائف الأعضاء الخلوي والتكاملي في المركز الطبي بجامعة نبراسكا. عند انضمامها إلى القسم، أصبحت ليندسي أيضاً المدير المؤسس لمركز أبحاث القلب والأوعية الدموية. التحقت بكلية ميهاري الطبية كعميد لكلية الدراسات العليا والبحوث.
في عام 2021، عُيِّنَت ليندسي رئيسة تحرير المجلة الأمريكية لعلم وظائف الأعضاء. فسيولوجيا القلب والدورة الدموية، مجلة تنشرها الجمعية الفسيولوجية الأمريكية. حصلت على جائزة فينتشنزو باناجيا للمحاضرات المتميزة من معهد علوم القلب والأوعية الدموية في مستشفى سانت بونيفاس للأبحاث في عام 2021، وجائزة الباحث المتميز من الجمعية البريطانية لأبحاث القلب والأوعية الدموية في عام 2022.

## روابط خارجية
ميري ليندسي منشورات مفهرسة من قبل جوجل سكولار 